# Kloster Peñamaior
Das Kloster Peñamaior (Santa María de Peñamayor) ist ein ehemaliges Zisterzienserkloster in der Provinz Lugo in Galicien in Spanien. Es liegt an den Hängen der Sierra de Pena do Pico im Concello Becerreá rund 44 km südwestlich von Lugo an der alten Hauptstraße N-VI nach Ponferrada.

## Geschichte
Das Kloster schloss sich im Jahr 1225 als Tochterkloster von Kloster Carracedo westlich von Ponferrada im Bierzo in Kastilien-León dem Zisterzienserorden an. Es gehörte damit der Filiation von Kloster Cîteaux an. In der Klosteraufhebung (Desamortisation) unter der Regierung von Juan Álvarez Mendizábal wurde das Kloster im Jahr 1835 aufgelöst.

## Bauten und Anlage
Die dreischiffige, vierjochige Kirche mit drei Apsiden (die mittlere polygonal, die seitlichen halbkreisförmig) ist romanisch. Die Fassade wurde im 18. Jahrhundert verändert; sie weist noch ein Portal mit Halbkreisbögen auf. Außer der Kirche ist vom Kloster nichts erhalten.